# 沈殿霞
沈殿霞（リディア・サム、1945年6月1日〈7月21日説あり〉- 2008年2月19日）は、中華民国・上海市出身の香港の女優、司会者。太った体形と明るい性格から、『肥姐』、『開心果』の愛称で親しまれた。

## 略歴
幼少時を上海市で過ごし、1958年に家族とともに香港に移住した。
1960年、15歳のときに映画女優としてデビュー。主にコメディ映画に出演し、コミカルな演技で人気を博したが、その時から太った体形と太い黒縁の眼鏡、独特なヘアスタイルは変わることなく、トレードマークとなった。そのスタイルから、『肥姐』（太ったお姉さん）というニックネームで親しまれた。
1967年、香港で2局目のテレビ放送局である無綫電視（TVB）が開局した際、TVB所属タレントとなり、開局直後から6600回以上放送されたバラエティ番組『歡樂今宵』のレギュラー出演者として、番組内でさまざまなコメディやコミカルな歌を披露し香港市民の心をつかみ、不動の人気を得た。
1985年、香港の歌手・俳優の鄭少秋と結婚。カナダ・バンクーバー市に移住して芸能活動を続け、1987年には娘の鄭欣宜が誕生したが、鄭の不倫が原因で1988年に離婚。娘と共に再び香港に戻り、芸能活動を続けた。
1990年、長年所属したTVBを離れて亜洲電視（ATV）所属となり、自身の冠番組をはじめ、さまざまな番組の司会者として活躍したが、1996年にTVBに戻り、以後離れることはなかった。
香港芸能界での交友関係は非常に広く、誰からも慕われていた。レスリー・チャンもその一人で、2003年に飛び降り自殺した際、遺書の中で彼女に対して感謝とお詫びを述べている。

## 晩年
長年、糖尿病と高血圧に苦しみつつも、精力的に番組司会やドラマ出演を続けていたが、2006年秋に体調を崩して入院。検査の結果、末期の肝臓がんが判明し、すぐに手術を行った。手術の際に合併症を併発して生命の危機が伝えられたが、治療の結果危機は脱した。しかしそのまま芸能活動を中止して、以後は治療に専念した。
2007年11月、TVBでは、開局40周年記念番組『萬千星輝頒獎典禮』にて、彼女の長年の香港芸能界への貢献を称えて「特別栄誉賞」を授与することとなった。この時、彼女は病身を押して車椅子に乗って出演し、受賞の際に感謝の念を告げたが、すっかり痩せ細った姿は、病状の深刻さを物語っていた。その後体調が悪化し、翌2008年2月19日に死去した。享年62歳。
死去に際し、香港の各メディアは速報として伝え、夜には追悼番組を放送した。香港の俳優・歌手のほとんどが追悼のコメントを発表し、その死を惜しんだ。当時の香港特別行政区行政長官であった曽蔭権も、長年の香港社会への貢献を称えるコメントを発表した。
香港体育館で行われた葬儀の際には、香港の全放送局で同時に追悼番組を放送した。
葬儀後、遺体は以前暮らしていたカナダ・バンクーバー市に運ばれ、埋葬された。バンクーバー市長は、長年の功績を称えて6月1日を「肥肥日」（Ms. Fei Fei Day）とすると発表。ブリティッシュコロンビア州でも、追悼のメッセージを発表した。
2013年6月1日、「開心果永遠欣想妳演唱會」が香港で開催され、生前親交の深かったエリック・ツァンやジャッキー・チュンらをはじめとする香港の数多くの芸能人が出演し、故人のモットーであった「いつも前向きであること」の精神を受け継いでゆくと誓った。